# Sağmalcılar (métro d'Istanbul)
Pour les articles homonymes, voir Sağmalcılar.
Sağmalcılar est une station de la ligne M1 du métro d'Istanbul, en Turquie. Située dans le quartier d'İsmetpaşa du district de Bayrampaşa et en bordure de l'autoroute O3, elle est inaugurée le 3 septembre 1989 avec l'ouverture de la ligne.

## Histoire
La station de passage Sağmalcılar est mise en service le 3 septembre 1989, lors de l'ouverture à l'exploitation de la première section, d'Aksaray à  Kocatepe, de la ligne M1 du métro d'Istanbul. La station porte le nom de Sağmalcılar, l'un des deux semtler ou « quartiers » du district de Bayrampaşa qu'elle dessert.